# 富栄 (弘前市)
富栄（とみさかえ）は、青森県弘前市の地名。郵便番号は036-8382。

## 地理
当地の南部を青森県道41号弘前環状線が横断する。北は高杉、北東は前坂、東は独狐、東南は蒔苗、南西は鼻和、西は折笠、西北は宮舘に接する。

### 小字
小字として浅井名・笹崎・鳥羽・西田・野田・平岡・山辺がある。

## 沿革
- 1889年（明治22年） - 船沢村の一部。
- 1891年（明治24年） - 当時の記録では人口624、戸数82、厩9、学校1であった。
- 1955年（昭和30年） - 弘前市に所属、弘前市の大字になる。

### 地名の由来
1876年（明治9年）に鶴田村・三ッ森村・四戸野沢村・小島村の四村が合併して成立したため、この新しい村が将来富んで、栄えるようにという願望から。

## 世帯数と人口
2017年（平成29年）6月1日現在の世帯数と人口は以下の通りである。
| 大字             | 世帯数  | 人口  |
| ---------------- | ------- | ----- |
| 富栄（小字全域） | 226世帯 | 612人 |

## 施設

### 教育
- 弘前市立船沢中学校

### 工業
- 山市食品工業

### 消防
- 弘前市消防団船沢地区団第九分団消防屯所

### 通信
- NTT船沢交換所

### 公共
- 鶴田町民会館
- 三ッ森町民会館

## 小・中学校の学区
市立小・中学校に通う場合、学区は以下の通りとなる。
| 大字 | 番地 | 小学校             | 中学校             |
| ---- | ---- | ------------------ | ------------------ |
| 富栄 | 全域 | 弘前市立船沢小学校 | 弘前市立船沢中学校 |

## 交通
- 弘南バス

小島、富栄、三ッ森北口、公民館前、三ッ森（弘前バスターミナル - 三ッ森線）停留所。